# 25212 Ayushgupta
25212 Ayushgupta è un asteroide della fascia principale. Scoperto nel 1998, presenta un'orbita caratterizzata da un semiasse maggiore pari a 2,6984835 UA e da un'eccentricità di 0,0211448, inclinata di 3,41006° rispetto all'eclittica.